# 최재영 (1938년)
최재영(1938년 2월 24일~)은 대한민국의 정치인이다. 제37·38대 경상북도 칠곡군수를 지냈다.

## 역대 선거 결과
|  | 26.33% |

|  | 100.00% |